# Şəhriyar Məmmədyarov
Şəhriyar Məmmədyarov, conosciuto anche come Shakhriyar Mamedyarov (in russo Шахрияр Гамид оглы Мамедъяров?, Šachrijar Gamid ogly Mamed'jarov; Sumqayıt, 12 aprile 1985), è uno scacchista azero, grande maestro.
Ha ottenuto l'accesso al torneo dei candidati al titolo mondiale, che si è giocato a Berlino dal 9 al 28 marzo 2018, grazie al primo posto ottenuto nel Grand Prix Fide 2017; alla fine si è classificato secondo con 8 punti, dietro ai 9 del vincitore Fabiano Caruana.
È il giocatore azero che ha ottenuto il più alto punteggio Elo in assoluto e considerato con Teymur Rəcəbov il più forte giocatore di scacchi del suo paese.
Məmmədyarov ha partecipato per l'Azerbaigian alle olimpiadi degli scacchi: 3 volte in prima scacchiera (2010, 2014 e 2016), tre volte in seconda scacchiera (2002, 2004 e 2008), una volta in terza scacchiera (2012, dove ha vinto la medaglia d'oro individuale) e una volta come riserva (2000), ha vinto 33 partite, pareggiate 36 e perse 9.
Ha raggiunto il proprio record personale nel settembre del 2018, con 2820 punti Elo, 3º al mondo e primo tra i giocatori azeri.

## Principali risultati
Nel 2001 e 2002 vinse a Baku il Campionato azero.
Nel 2002 vinse a Peñíscola il Campionato europeo under-18.
Nel 2003 vinse sia il Campionato del mondo under-18 (con il punteggio di 10 su 11) che il Campionato del mondo juniores (under-20). Nel 2005 a Istanbul vinse ancora il campionato del mondo juniores, con una performance di 2953 punti dopo 8 incontri.
Nel 2004 Məmmədyarov ha vinto il forte torneo open di Dubai.
Nel febbraio del 2006 ha vinto a pari merito il prestigioso Open Aeroflot di Mosca, e in ottobre dello stesso anno il torneo quadrangolare a doppio turno "Essent" di Hoogeveen, superando per lo spareggio Sonneborn Judit Polgár (Veselin Topalov e Ivan Sokolov furono terzo e quarto).
Durante l'open Aeroflot del febbraio 2009, dopo aver perso contro il meno titolato GM russo Igor' Kurnosov, inoltrò una protesta agli arbitri accusando Kurnosov di aver usato software scacchistici durante le numerose volte in cui si allontanava dalla sala di gioco. Non trovando prove a carico di Kurnosov la protesta non venne accolta e Mamedyarov si ritirò dal torneo.
Nell'agosto del 2009 ha vinto il 16º ORDIX Open di Magonza, col punteggio record di 10/11 (+9 =2).. Il torneo contava 694 partecipanti, tra cui 67 Grandi Maestri. Media Elo dei primi dieci 2.718.
Nell'ottobre del 2009 vince a Novi Sad con l'Azerbaigian, da terza/quarta scacchiera, il Campionato Europeo 2009 a squadre per nazioni .
Nel novembre del 2010 vince il Mikhail Tal Memorial assieme a Sergej Karjakin e Lewon Aronyan, tutti concludono il torneo con 5,5 p.
Nel maggio del 2011 ha disputato a Kazan' il torneo dei Candidati al Campionato del mondo di scacchi 2012, viene eliminato nei Quarti di Finale dal vincitore del torneo Boris Gelfand 2,5-1,5.

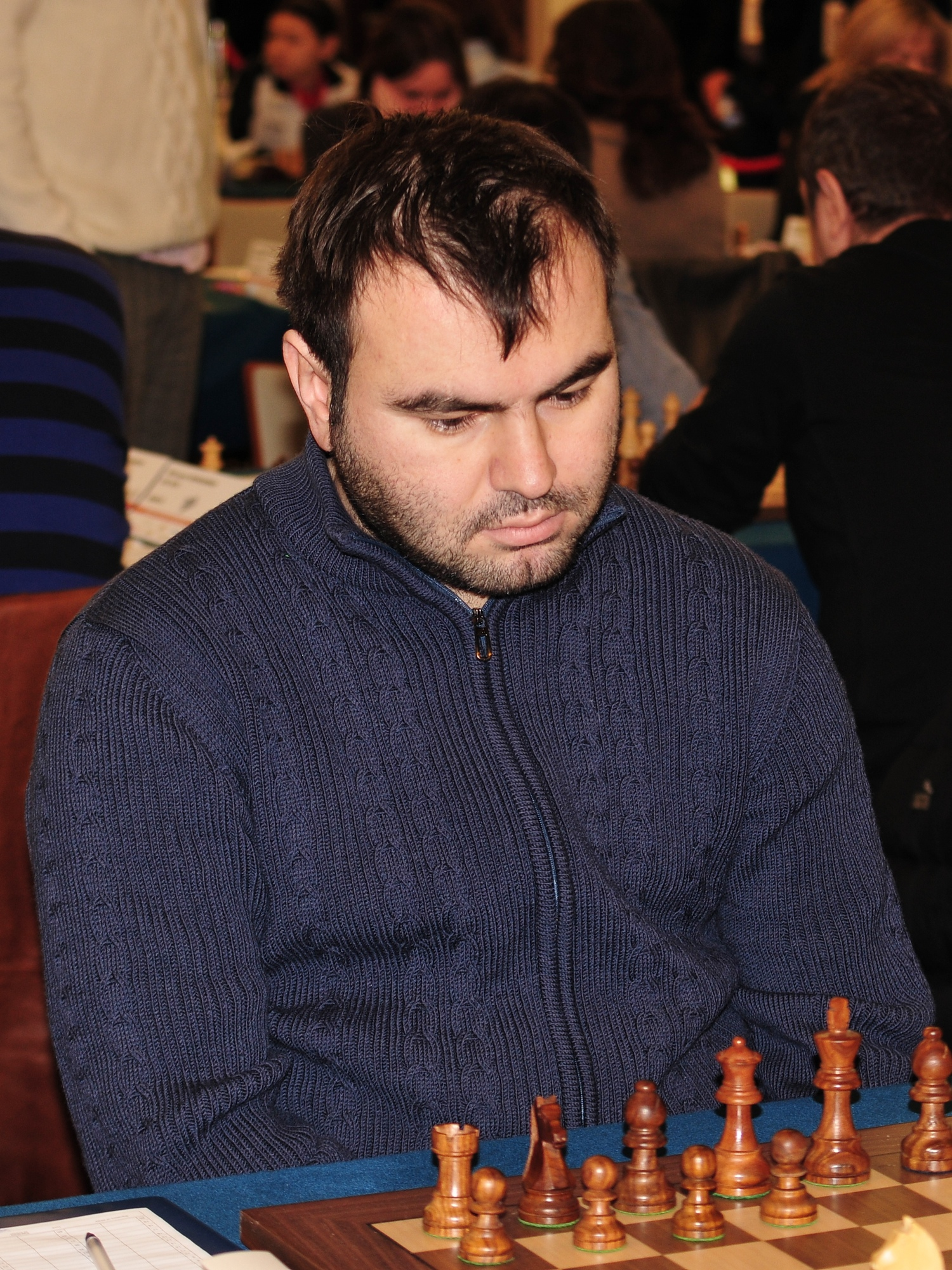
Shakhriyar Mamedyarov nel 2013

Nell'ottobre del 2012 vince a Londra, con 7 punti a pari merito con Veselin Topalov e Boris Gelfand, la 1ª tappa del FIDE Grand Prix 2012-2013 e vince a Eilat la Coppa europea di scacchi per club con la squadra SOCAR dell'Azerbaijan.
Nel giugno del 2013 vince a Chanty-Mansijsk il Campionato del Mondo Rapid 2013 .
Nel luglio del 2013 vince a Pechino la 5ª tappa del FIDE Grand Prix 2012-2013 con 7 punti .
Nel novembre del 2013 vince a Varsavia con l'Azerbaigian, da prima scacchiera, il Campionato Europeo 2013 a squadre per nazioni .
Nel marzo del 2014 ha disputato a Chanty-Mansijsk il torneo dei Candidati al Campionato del mondo di scacchi 2014 piazzandosi al 4º posto. In settembre a Bilbao vince la Coppa europea di scacchi per club con la squadra SOCAR dell'Azerbaijan.
Nel novembre del 2014 vince il Mikhail Tal Memorial che si tiene nella cadenza Blitz con 16 punti.
Nel giugno del 2016 ha vinto il Gashimov Memorial a Shamkir, al termine di una serie di 4 spareggi lampo contro Fabiano Caruana, conclusi con il risultato di 2,5-1.5.
Nel febbraio del 2017 vince il FIDE Grand Prix di Sharjah a pari merito con Maxime Vachier-Lagrave e Aleksandr Griščuk totalizzando 5.5 punti, alla fine risulterà il vincitore del FIDE Grand Prix 2017 qualificandosi per il Torneo dei candidati al Campionato del mondo 2018.
Nell'aprile del 2017 vince a Şəmkir il torneo Gashimov Memorial con 5.5 punti su 10.
Nel maggio del 2017 vince il Campionato russo a squadre con il team della Siberia.
Nell'ottobre del 2017 vince la Coppa europea di scacchi per club con la squadra russa del Globus.
Nel novembre del 2017 vince a Creta il Campionato Europeo 2017 a squadre per nazioni .
Nel gennaio del 2018 con 8,5 su 13 giunge 4º per spareggio tecnico dietro Vladimir Kramnik e alle spalle di Anish Giri e Magnus Carlsen (entrambi a 9 punti) nel Torneo di Wijk aan Zee.
Tra luglio e agosto 2018 vince il Torneo di Bienne con 7.5 su 10.
Nel 2021 in maggio vince la finale 3º-4º posto del New In Chess Classic, torneo rapid online del Champions Chess Tour, battendo Lewon Aronyan per 2-2, 2½-1½. In giugno a Bucarest vince il super torneo Superbet Chess Classic, parte del circuito Grand Chess Tour, con il punteggio di 6 punti su 9.
Nel 2024 in aprile vince la Bundesliga con la squadra SC Viernheim.